# Валтер Мевиус
Валтер Мевиус (на немски: Walter Mevius) е германски биолог.

## Биография
Роден е на 3 май 1893 г. в Холцвикеде, Германия. Учи в Гьотинген, Берлин и Мюнстер. През 1920 г. защитава докторска дисертация върху храненето на растенията и станава асистент в университета в Мюнстер. През 1923 г. е хабилитиран като професор по ботаника. Назначен е за професор в Аграрния университет в Берлин през 1930 г. и същевременно е назначен за директор на Ботаническия институт. През 1934 г. е назначен за директор на Института по приложна ботаника в Берлинския университет, а през 1935 г. е назначен за директор на Ботаническия институт и Ботаническата градина във Вестфалския университет в Мюнстер. От 1937 до 1943 г. е ректор на Мюнстерския университет. 
През 1936 г., като преподавател в Мюнстерския университет, посещава София по случай юбилея на Софийския университет. Работи за създаването на часен фонд при Мюнстерския университет, с чиито средства млади учени от България следват в Германия, сред тях е и ботаникът Кирил Попов, защитил докторска дисертация. Със средствата от съшия фонд са професори от Софийския униерситет четат лекции в Мюнстер. През 1942 г. е избран за дописен член на Българската академия на науките.